# 2000 PM30
2000 PM30, também escrito como 2000 PM30, é um objeto transnetuniano (TNO) que está localizado no cinturão de Kuiper, uma região do Sistema Solar. Este corpo celeste é classificado como um cubewano. Ele possui uma magnitude absoluta (H) de 7,9 e, tem um diâmetro estimado com cerca de 116 km, por isso existem poucas chances que o mesmo possa ser classificado como um planeta anão, devido ao seu tamanho relativamente pequeno.

## Descoberta
2000 PM30 foi descoberto no dia 05 de agosto de 2000 pelo astrônomo M. J. Holman.

## Órbita
A órbita de 2000 PM30 tem uma excentricidade de 0.058 e possui um semieixo maior de 43.908 UA. O seu periélio leva o mesmo a uma distância de 41.347 UA em relação ao Sol e seu afélio a 46.470.